# ماری جانسون
ماری جانسون (انگلیسی: Mary Johnson؛ ۱۱ مه ۱۸۹۶ – ۱۵ مه ۱۹۷۵ (aged 89)) هنرپیشه اهل سوئد بود.
از فیلم‌ها یا برنامه‌های تلویزیونی که وی در آن نقش داشته‌است می‌توان به کولاک اشاره کرد.